# Угорське королівство (1526—1867)
Угорське королівство під владою Габсбургів, Королівська Угорщина (нім. Königliches Ungarn) або Західно-Угорське королівство — частина середньовічного Угорського королівства, в якій після поразки угорсько-чесько-хорватського війська в битві при Могачі і подальшого розділу Угорщини королями Угорщини були визнані представники династії Габсбургів. Центральна частина розділеної країни була окупована турками (Османська Угорщина), а в східній частині утворилося Східно-Угорське королівство, що згодом стало Трансильванським князівством (яке майже всю свою історію було васалом Османської імперії). Столицею габсбурзького Угорського королівства більшу частину періоду було місто Пожонь.

## Габсбурги— королі Угорщини
Члени династії Габсбургів — найвпливовішої династії Священної Римської імперії — обиралися королями Угорщини та приносили при коронації присягу на конституції Угорського королівства.

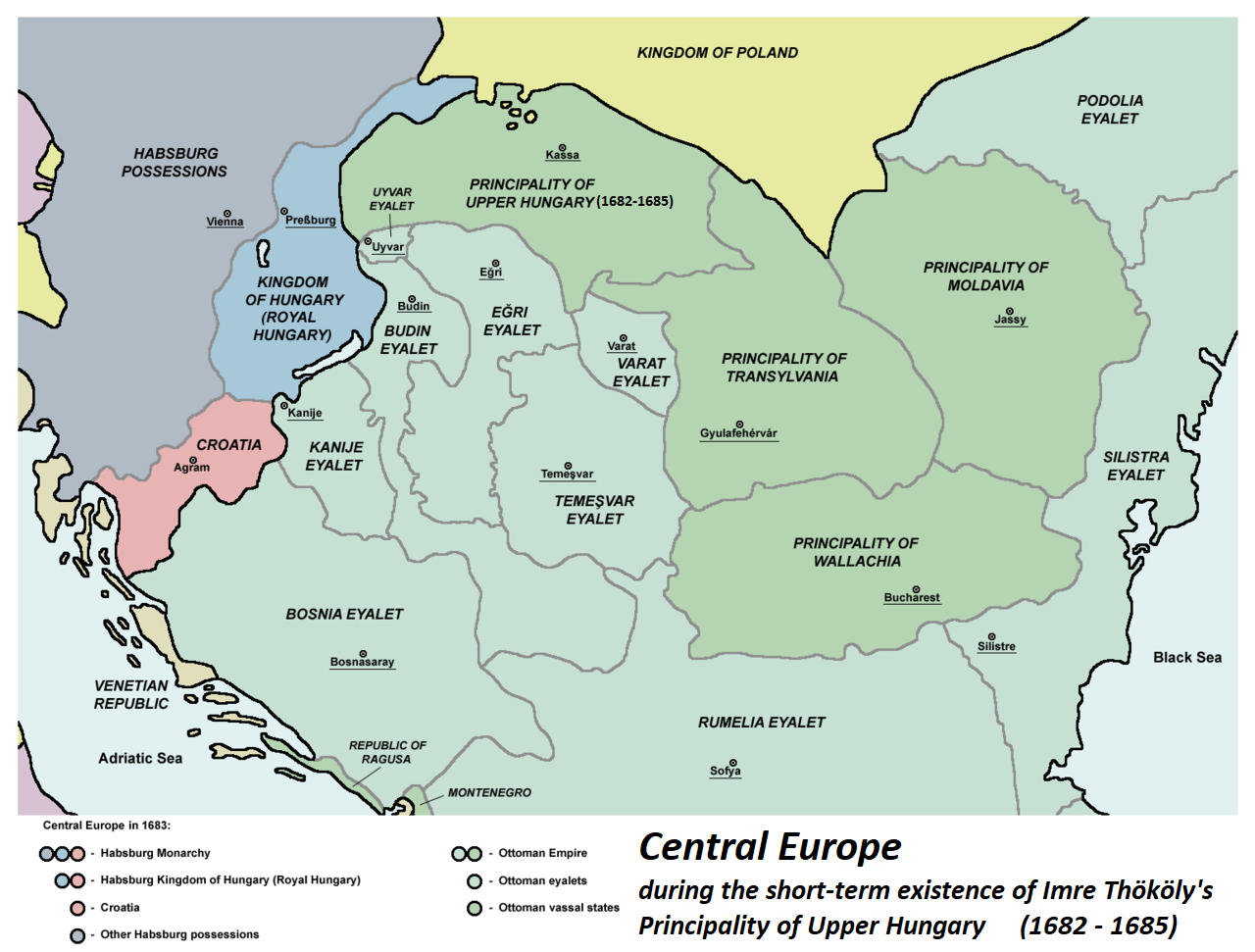
Угорщина та Балкани в 1683 році

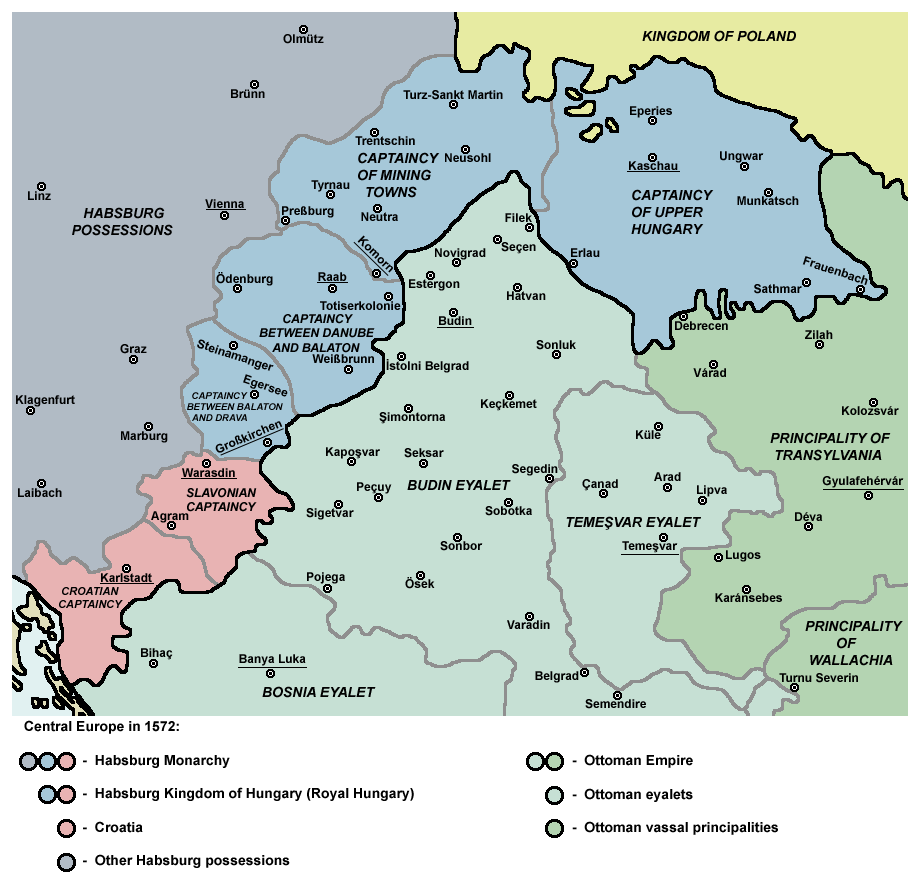
Розділене Угорське королівство в 1572 році: Габсбурська Угорщина (синім та рожевим кольором)

Після завоювання Габсбургами Османської Угорщини термін «Королівська Угорщина» вийшов з ужитку, а імператор став називати свої угорські володіння «Угорським королівством».
Король з династії Габсбургів безпосередньо контролював фінансові, військові та закордонні справи Угорського королівства, а імперські війська захищали її кордони. Габсбурги не поспішали давати занадто велике число помічників Палатину, щоб посадова особа не набула занадто великої влади. Крім того, Габсбургів і угорців поділяло так зване «Турецьке питання»: Відень хотів підтримувати мир з Османською імперією, угорці ж бажали вигнати турків. Поступово багато угорців перейшли на антигабсбурзькі позиції.

## Реформація в Угорщині
Реформація швидко поширилася в Угорщині, і до початку XVII дуже мало знатних родин залишилися католиками. В Угорському королівстві більшість населення стало сповідувати лютеранство в кінці XVI століття.
Архієпископ Петер Пазмань реорганізовував у Королівській Угорщині Римо-католицьку церкву і провадив контрреформацію, використовуючи переконання, а не залякування. Реформація викликала розбіжності між католиками, які часто були на боці Габсбургів, і протестантів, у яких розвинулась сильна національна ідентичність і які стали повстанцями в очах австрійської влади. Прірва також була між головними католицькими магнатами і протестантською дворянською меншістю.

## Угорське королівство до 1848 року

### Угорщина в XVIII столітті

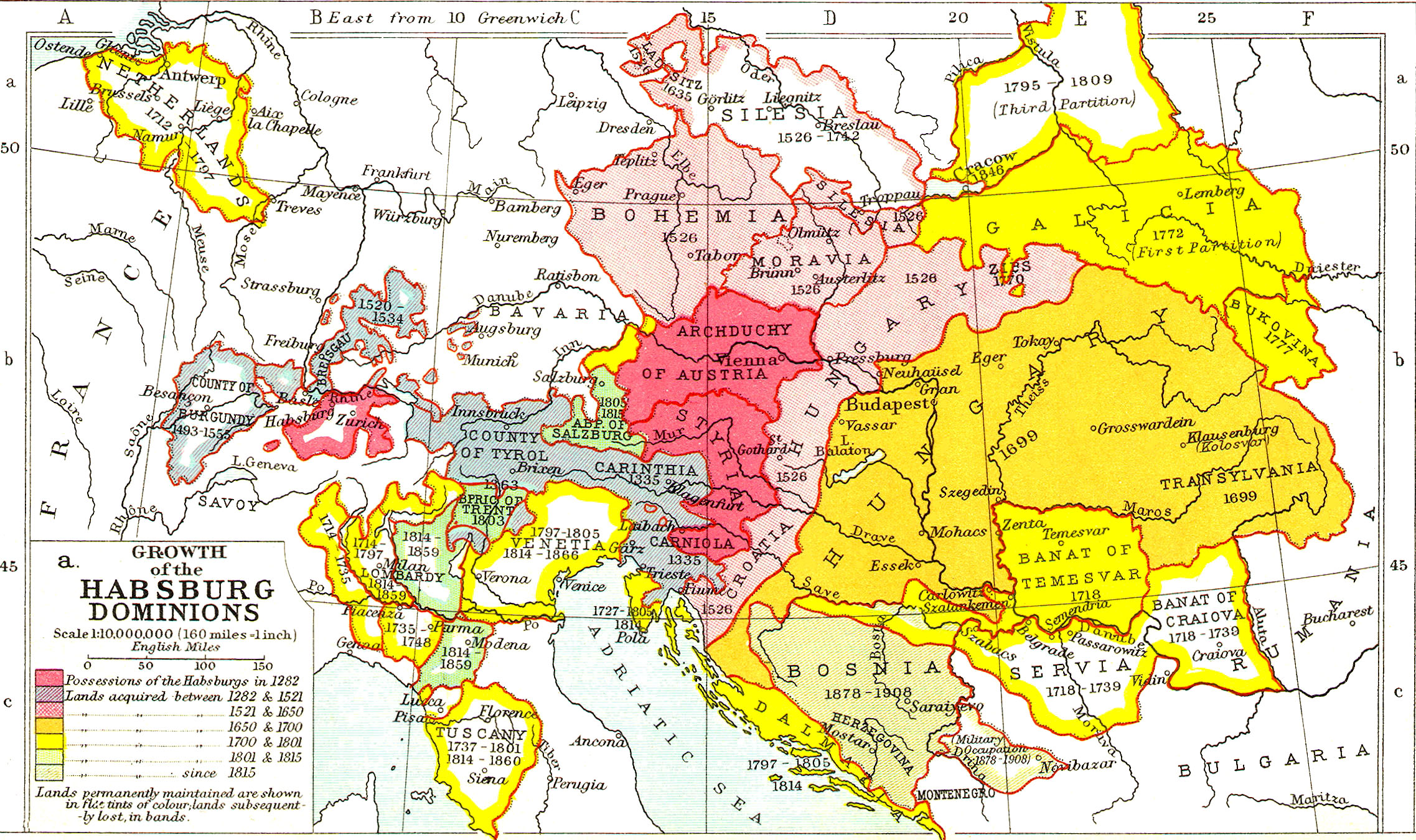
Зростання Габсбурзької імперії

В кінці XVII століття Габсбурги почали поступове відвоювання територій, захоплених турками в Європі. Тоді ж, у 1699 році до Королівської Угорщини були приєднані й українські землі Закарпаття, разом з усім Трансильванським князівством, до якого вони входили.
Леопольд I, розглядаючи їх як завойовані землі, не став встановлювати там угорські державні інститути, а утворив там Тімішоарський Банат і Військову границю. У зв'язку з запустінням цих місць внаслідок бойових дій туди почали запрошувати переселенців з усієї Європи, які, осівши на місці, зовсім не погоджувалися з тією думкою, що вони тепер повинні стати підлеглими угорських магнатів. Ференц II Ракоці спробував скористатися зайнятістю австрійців війною за іспанську спадщину і підняв повстання, але воно завершилося невдачею. Імператор Карл VI став вибудовувати відносини з угорцями на основі положень Сатмарського миру. У 1723 році Будапештський сейм схвалив Прагматичну санкцію, чим Угорщина погодилася стати спадковою монархією з династією Габсбургів на чолі. Прагматична санкція допомогла згодом Марії Терезії втриматися під час війни за австрійську спадщину.
Коли імператором став Йосиф II, то відмовився скласти угорську коронаційну присягу, щоб уникнути обмежень угорської конституції і прийняти ряд реформ. Його наступник Леопольд II повернувся до свого статусу короля Угорщини.

### Угорщина в XIX столітті
Французька революція призвела до припинення будь-яких реформ в Угорщині, а наступні війни завдали важкий удар по економіці. Франц II скликав угорський парламент лише для того, щоб отримати людей і гроші для воєн. У 1848–1849 роках угорці, скориставшись ослабленням центральної влади, підняли заколот, намагаючись домогтися незалежності, проте воно було придушене.
Поразка Австрії в 1859 році в війні з Францією і Сардинією зробила необхідним врегулювання відносин з угорською шляхтою, яке могло бути можливим тільки в результаті відновлення їх прав і розширення Угорського королівства. У результаті австро-угорського компромісу 1867 року Австрійська імперія була перетворена на двоєдину монархію, і Угорщина була розширена до Транслейтанії.